# Kanton Saint-Nicolas-de-Redon
Saint-Nicolas-de-Redon is een voormalig kanton van het Franse departement Loire-Atlantique. Het kanton maakte deel uit van het arrondissement Châteaubriant. Het werd opgeheven bij decreet van 26 februari 2014 met 
uitwerking op 22 maart 2015.

## Gemeenten
Het kanton Saint-Nicolas-de-Redon omvatte de volgende gemeenten:
- Avessac
- Fégréac
- Plessé
- Saint-Nicolas-de-Redon (hoofdplaats)